# 热带季风气候

热带季风气候的分布

热带季风气候，在柯本气候分类法中代号为Am。主要分布于热带纬度10°至回归线的大陆东岸地区。具体分布在臺灣島南部（不包括嘉義縣、嘉義市和台南市）和東部的台東縣、雷州半岛、海南岛、中南半岛（马来半岛中部以北）、菲律宾群岛北部、南亚等地区，以及澳大利亚的西北部沿海地区，称为南亚季风区。气候特征是：全年高温，分旱雨两季。且有季风气候普遍拥有的雨热同期的特征。
一年中随着太阳直射点的南北移动和海陆热力性质差异的影响，风向有明显的季节变化。

## 气候特征与成因
- 热带季风气候的气候特征是：全年高温，分旱雨两季。
- 1.终年高温
位于热带地区，全年长夏无寒冬，最低月平均氣溫高於攝氏18度[1]。在冬半年，北部高大山地和高原阻挡冷空气南侵，使得本区冬半年月平均氣溫均可以超過18度。
- 2.旱雨季明显
季相明显，全年可以分为兩个季节：乾涼旱季、濕熱雨季。在乾燥的东北季风控制下，冬季降水稀少，氣溫是全年最涼爽的時刻，一般平均濕度比較常落在50~75%之間，此為乾涼旱季。夏半年，隨著太陽已經開始直射北半球加溫，是一年中最熱的半年，在西南季风来临後，容易生成種種滯留鋒，常有海洋生成的熱帶氣旋來襲，以及午後熱對流產生的雷陣雨，雨量明顯增多且不時有暴雨的出現，此時的平均濕度一般落在75~100%中間，令人覺得潮濕燠熱難耐，此為濕熱雨季。
- 3.季风显著
干季时陆地高压散发出来的东北季风汇入海洋上的赤道辐合带。
雨季时南半球副高发出来的西南季风汇入塔尔低压和南亚季风槽
- 4.盛行热带气旋。与“夏季风”同步，每年5月中旬至9月中旬为热带气旋盛行季节。

## 农业
- 水稻种植业
- 黄麻
- 橡胶
- 茶叶
- 咖啡
- 香蕉
- 椰子
- 榴槤
- 鳳梨

## 代表城市

### 東亞
- 中華民國高雄市
- 中華民國屏東縣
- 中華民國臺東縣
- 中华人民共和国海南省海口市
- 中华人民共和国海南省瓊海市
- 中华人民共和国海南省萬寧市
- 中华人民共和国海南省保亭黎族苗族自治縣
- 中华人民共和国雲南省西雙版納
- 中华人民共和国廣東省湛江市
- 中华人民共和国廣東省雷州市

### 東南亞
- 緬甸仰光
- 緬甸內比都
- 泰國合艾
- 泰國陶公府
- 泰國北大年府
- 永珍
- 柬埔寨施亞努市
- 越南峴港
- 越南胡志明市
- 越南金甌
- 菲律賓奎松市
- 菲律賓內湖省卡蘭巴
- 菲律賓馬尼拉
- 马来西亚吉打州亞羅士打
- 印度尼西亞雅加達
- 印度尼西亞三寶壟
- 印度尼西亞日惹

### 南亞
- 印度孟買
- 印度加爾各答
- 印度門格洛爾
- 印度提魯瓦南塔普拉姆
- 達卡
- 吉大港
- 錫爾赫特市
- 馬爾地夫馬累

### 大洋洲
- 摩斯比港
- 凱恩斯

### 北美
- 美国迈阿密